# He Cuifang
He Cuifang (chiń. 何翠芳; ur. 14 grudnia 1983 roku w Pekinie) – chińska wspinaczka sportowa specjalizująca się we wspinaczce na szybkość. Podwójna vice mistrzyni świata we wspinaczce na szybkość z Xining z 2009 roku na ścianie wspinaczkowe niskiej (10 metrowej) oraz na standardowej (15 m).

## Kariera sportowa
Dwukrotna srebrna medalistka sportowa z 2009 roku z Xining we wspinaczce na szybkość na ścianie standardowej (15 m) oraz 10 m. Zdobyła srebrny medal na zawodach World Games w Kaohsiung we wspinaczce na szybkość w 2009 roku.
Wielokrotna medalistka Mistrzostw Azji, dwukrotna mistrzyni z 2007 oraz z 2008 roku.
Uczestniczka prestiżowych zawodów Rock Master we włoskim Arco w 2008 roku gdzie zajęła 5. miejsce.

## Osiągnięcia

### Mistrzostwa świata
| Konkurencje             | 2005           | 2007           | 2009 |
| Wsp. na szybkość h=15 m | 4              | 12             | 2    |
| Wsp. na szybkość h=10 m | nie rozgrywano | nie rozgrywano | 2    |

### World Games
| Konkurencje      | 2009 |
| Wsp. na szybkość | 2    |

### Mistrzostwa Azji
| Konkurencje            | 2004 | 2007 | 2008 | 2009 | 2010 |
| Bouldering             | –    | –    | –    | 25   | 11   |
| Wspinaczka na szybkość | 5    | 1    | 1    | 2    | 9    |

### Rock Master
| Konkurencje      | 2008 |
| Wsp. na szybkość | 5    |